# Sjösyrsa
Sjösyrsa (Gammaracanthus lacustris) är en kräftdjursart, en märlkräfta som lever i sötvatten i Norra Europa.  Den den förekommer mestadels i stora, djupa sjöar, så som Vänern, Vättern och Mälaren. Den anses att vara en glacialrelikt, som kvarlever från tider då sötvatten från de tidiga faser av Östersjön täckte delar av Skandinavien.
Arten beskrevs av Georg Ossian Sars 1867.